# Khmer Times

Le Khmer Times est un journal cambodgien anglophone, fondé en 2014 et basé à Phnom Penh.

## Historique et ligne éditoriale
Le Khmer Times est fondé début 2014 par l'homme d'affaires malaisien T. Mohan, dont le journal The Cambodia Daily relève qu'il est proche du gouvernement — le Khmer Times se présente cependant comme indépendant,. Formellement, le journal est la propriété de Virtus Media Group, possédé par T. Mohan et sa fille.
En 2015, le propriétaire et éditeur du quotidien, T. Mohan, également auteur d'éditoriaux, est convaincu de plagiat ; il cesse dès lors d'être éditorialiste, conservant sa fonction d'éditeur.
En 2017, The Cambodia Daily, s'appuyant sur une fuite de SMS, affirme que le président de l'entreprise NagaCorp (en), l'un des fils du Premier ministre Hun Sen et T. Mohan ont discuté du financement du Khmer Times, ce que conteste T. Mohan,.
Le Khmer Times est décrit par Foreign Policy et Reuters comme adoptant une ligne éditoriale pro-gouvernement,.

## Diffusion
D'abord publié uniquement sur Internet, le journal paraît de façon hebdomadaire à compter de mai 2014 puis devient quotidien début juillet 2015 : il est dès lors diffusé cinq jours par semaine (du lundi au vendredi).
Selon le journal, il est tiré en moyenne à 6 000 exemplaires en semaine, 8 000 le vendredi.